# Grande moschea Al-Fateh
La Grande Moschea Al-Fateh (in arabo مسجد الفاتح "Masjid al-Fatih") è una delle più grandi moschee al mondo, con una capacità di oltre 7.000 fedeli. Si trova a Manama, capitale del Bahrain.
La moschea è il più grande edificio religioso del Bahrain. È edificata presso la King Faisal Highway, nel quartiere periferico di Juffair. È situata vicino ad Al-Qudaibiya Palace, il palazzo dove si riunisce il governo.

## Architettura
La moschea fu voluta nel 1987 dall'ultimo emiro del Bahrain Isa ibn Salman Al Khalifa e le fu dato il nome di Ahmed Al Fateh, primo monarca del Bahrain e capostipite della dinastia Al Khalifa.
L'edificio ha due minareti e una sola cupola: essa pesa più di 60 tonnellate, ha un diametro di 24 metri ed è interamente realizzata con fibra di vetro. L'edificio è lungo 100 metri e largo 75. È circondata da un lastricato e dotata di un parcheggio per auto. Dal 2006, la moschea ospita anche la National Library of Bahrain, l'archivio nazionale del regno medio-orientale.
La moschea è una delle maggiori attrazioni turistiche del Bahrain. Viene chiusa ai turisti ogni venerdì, giorno sacro per l'Islam, e durante le feste religiose.